# Малеванов, Владимир Львович
Владимир Львович Малеванов (1881 — 1954) — герой Первой мировой войны, участник Белого движения, генерал-майор.

## Биография
Православный. Сын надворного советника. Уроженец Варшавской губернии.
Окончил Владимирский Киевский кадетский корпус (1899) и Николаевское кавалерийское училище (1901), откуда выпущен был корнетом в Приморский драгунский полк. 28 декабря 1901 года переведен в 38-й драгунский Владимирский полк. Произведён в поручики 1 сентября 1904 года, в штабс-ротмистры — 1 сентября 1908 года.
В 1909 году окончил Николаевскую академию Генерального штаба по 1-му разряду и 30 апреля того же года был произведен в ротмистры «за отличные успехи в науках». В 1910—1912 годах отбывал цензовое командование ротой в 93-м пехотном Иркутском полку. 8 июня 1912 года переведён в Генеральный штаб с назначением старшим адъютантом штаба 27-й пехотной дивизии и с переименованием в капитаны. 24 апреля 1914 года назначен помощником старшего адъютанта штаба Виленского военного округа.
С началом Первой мировой войны, 2 октября 1914 года назначен старшим адъютантом штаба 27-го армейского корпуса. 22 марта 1915 года назначен исправляющим должность штаб-офицера для поручений при штабе 6-го армейского корпуса. 6 декабря 1915 года произведен в подполковники, с назначением и. д. начальника штаба 13-й пехотной дивизии. 10 июня 1916 года назначен и. д. начальника штаба 26-й пехотной дивизии. Пожалован Георгиевским оружием
За то, что 16 августа 1916 года под действительным ружейным огнем противника, с явной опасностью для жизни, произвел разведку передовой неприятельской позиции у д. Завалув. Сведения, добытые им, способствовали успешной атаке этой позиции 17 августа, причем во время самой атаки он своими советами и указаниями содействовал ее успешному выполнению.
Произведен в полковники 15 августа 1917 года.
В Гражданскую войну участвовал в Белом движении на Юге России, с 25 мая 1918 года — в Добровольческой армии. С 9 ноября 1918 года назначен командиром 3-го Сводно-Кубанского казачьего полка, с 12 января 1919 года — командиром 2-й бригады 1-й Кубанской казачьей дивизии ВСЮР. С 6 декабря 1919 года состоял в резерве чинов Кубанского казачьего войска и в распоряжении кубанского атамана. Произведён в генерал-майоры. В начале 1920 года эвакуировался из Новороссийска.
В эмиграции в Югославии. Состоял членом новосадского отдела Общества русских офицеров в Королевстве СХС и членом Общества офицеров Генерального штаба. Позднее переехал во Францию. В годы Второй мировой войны служил в Русском корпусе. После войны переехал в США.
Умер в 1954 году в Глен-Кове. Похоронен на кладбище Ново-Коренной пустыни в Магопаке.

## Награды
- Орден Святой Анны 4-й ст. с надписью «за храбрость» (ВП 5.03.1915)
- Орден Святого Станислава 3-й ст. с мечами и бантом (ВП 1.04.1915)
- Орден Святой Анны 2-й ст. с мечами (ВП 26.06.1915)
- Орден Святого Владимира 4-й ст. с мечами и бантом (ВП 26.10.1915)
- Орден Святой Анны 3-й ст. с мечами и бантом (ВП 20.12.1915)
- Георгиевское оружие (ПАФ 29.07.1917)
- старшинство в чине подполковника с 6 декабря 1914 года (доп. к ВП 15.08.1916)